# Яблочкина, Александра Александровна
Алекса́ндра Алекса́ндровна Я́блочкина (3 [15] ноября 1866, Санкт-Петербург, Российская империя — 20 марта 1964, Москва, СССР) — российская и советская актриса и театральный педагог. Народная артистка СССР (1937). Лауреат Сталинской премии l степени (1943). Кавалер трёх орденов Ленина (1937, 1949, 1957).

## Биография
Родилась в Санкт-Петербурге в семье актёра и режиссёра Александра Яблочкина и Серафимы Яблочкиной, урождённой Сорокиной.
Актёрскому искусству училась у своего отца и актрисы Малого театра Г. Н. Федотовой, которую в знак благодарности называла «матерью».
В 1885 году выступала на сцене Тифлисского театра русской драмы.
С 1886 года — в Москве; была актрисой Театра Корша, где сыграла одну из лучших своих ролей — Софью в «Горе от ума» А. С. Грибоедова.
С 1888 года и до конца жизни служила в Малом театре; её партнёрами по сцене были Мария Ермолова, Александр Ленский, Александр Южин, Ольга Садовская и другие корифеи Малого театра.
На протяжении ряда лет избиралась председателем «корпораций артистов» Малого театра.
В коллекции радиофонда есть также записи стихотворений А. Пушкина в исполнении А. Яблочкиной: «Деревня», «Если жизнь тебя обманет», «Элегия» и другие. Отрывок из 3-й главы «Евгения Онегина» А. Пушкина актриса записала в 1940-х годах.
В 1915 году возглавила Русское театральное общество (РТО, с 1932 — Всероссийское театральное общество) и была его председателем до конца жизни.

Могила А. Яблочкиной,
Новодевичье кладбище

Александра Александровна Яблочкина скончалась 20 марта 1964 года в Москве. Похоронена на Новодевичьем кладбище (участок № 3).

## Награды и звания

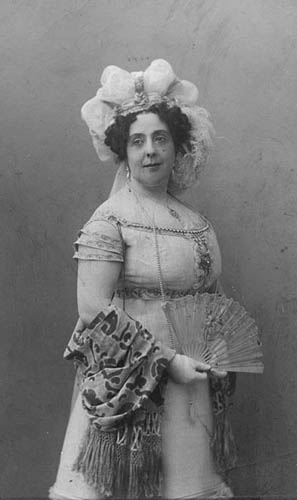
В роли Натальи Дмитриевны в комедии «Горе от ума», 1911 год

- Заслуженная артистка Республики (1922)
- Народная артистка Республики
- Народная артистка СССР (23.09.1937)
- Сталинская премия первой степени (1943) — за многолетние выдающиеся достижения в области искусства, 50 000 рублей переданы на строительство самолёта «Сталинский лауреат»[7]
- Три ордена Ленина (23.09.1937 — за выдающиеся заслуги в деле развития русского театрального искусства, 1949 — в связи с 125-летием Малого театра, 1957)
- Два ордена Трудового Красного Знамени (15.01.1937 — за выдающиеся заслуги в области театрального искусства, в связи с 50-летием сценической деятельности, 15.08.1946 — в связи с 60-летием ВТО и 30-летием пребывания на посту председателя ВТО)
- Медаль «За оборону Москвы»
- Медаль «За доблестный труд в Великой Отечественной войне 1941—1945 гг.»
- Медаль «В память 800-летия Москвы»

## Творчество

### Роли в театре

#### Тифлисский театр русской драмы
В 1885 году играла роли, подготовленные вместе с отцом:
- Катарина — «Укрощение строптивой» У. Шекспира
- Наташа — «Своя семья» А. С. Грибоедова, Н. И. Хмельницкого, А. А. Шаховского
- Эмма — «Три пощёчины» П. И. Григорьева.

#### Театр Корша
1886—1888
- Наташа — «Байбак» В. А. Тихонова
- Любовь Гордеевна — «Бедность не порок» А. Н. Островского
- Оленька — «Благородный театр» А. А. Шаховского
- Марина Мнишек — «Борис Годунов» А. С. Пушкина
- Софья Павловна — «Горе от ума» А. С. Грибоедова
- Александра Дмитриевна — «Друзья-приятели» Г. В. Кугушева
- Наташа — «Дядюшкина квартира» И. И. Мясницкого
- Саша — «Заварила кашу — расхлёбывай» В. А. Крылова
- Пашенька — «Кручина» И. В. Шпажинского
- Зоринская — «Кому жить?» Н. Н. Николаева
- Лиза — «Лиза Фомина» М. Ф. Каменской
- Люсиль — «Мещанин во дворянстве» Мольера
- Машенька — «На всякого мудреца довольно простоты» А. Н. Островского
- Софья — «Недоросль» Д. И. Фонвизина
- Людмила — «Особое поручение» Н. Н. Николаева
- Женин — «Пансионерка» К. А. Тарновского
- Баронесса — «Победителей не судят» Н. Самойлова
- Наташа — «Своя семья» А. С. Грибоедова, Н. И. Хмельницкого, А. А. Шаховского
- Элиза — «Скупой» Мольера
- Штопнова — «Соколы и вороны» А. И. Сумбатова
- Надя — «Сорванец» В. А. Крылова
- Лелия — «Сюлливан» («Любовь и предрассудок») Мельвиля
- Чонская — «Так на свете всё превратно» В. А. Крылова
- Эмма — «Три пощёчины» П. И. Григорьева
- Лиза — «Фруфру» («Ветерок») A. Мельяка и Л. Галеви
- Баронесса Фицгейм — «Чад жизни» Б. М. Маркевича

#### Малый театр
1888—1889
- Ольга Александровна — «Бабье дело» А. Н. Канаева
- Ия Петровна — «В плену» Н. Осипова
- Софья Павловна — «Горе от ума» А. С. Грибоедова
- Анжелика — «Мнимый больной» Мольера
- Беатриче — «Много шума из ничего» У. Шекспира
- Паранька — «Правительница Софья» В. А. Крылова и Н. А. Полевого
- Эмма — «Супруги в западне» П. А. Каратыгина
- Анна — «Теофано» Д. В. Аверкиева
- Луиза — «Чрезвычайное происшествие» П. А. Каратыгина

1889—1890
- Соня — «Божья коровка» П. Д. Боборыкина
- Юлия Александровна — «Перепутала» Н. Северин
- Марья Антоновна — «Ревизор» Н. В. Гоголя
- Роза — «Севильский обольститель» А. Н. Бежецкого
- Соколова — «Симфония» М. И. Чайковского
- Оберон — «Сон в летнюю ночь» У. Шекспира
- Арикия — «Федра» Ж. Расина
- Быкаева — «Цепи» А. И. Сумбатова

1890—1891
- Анна — «Виндзорские проказницы» У. Шекспира
- Саша — «Заварила кашу — расхлёбывай» В. А. Крылова
- Актея — «Смерть Агриппины» В. П. Буренина

1891 — 1892
- Юлия — «Жизнь Илимова» В. С. Лихачёва
- Агнесса Сорель — «Орлеанская дева» Ф. Шиллера
- Казильда — «Рюи Блаз» В. Гюго

1892—1893
- Елена — «Гусь лапчатый» И. А. Салова
- Орловская — «Жрица искусства» Е. П. Карпова
- Хильдечарда — «Кольцо любви» В. А. Крылова
- Вера Алексеевна — «Перекати-поле» П. П. Гнедича
- Элиза — «Скупой» Мольера
- Нина Васильевна Смельская — «Таланты и поклонники» А. Н. Островского

1893—1894
- Антонида — «Венецианский истукан» П. П. Гнедича
- Зоя — «Расплата» Е. П. Гославского

1894—1895
- Ольга Андреевна — «Бэби» Н. Северин
- Офелия — «Гамлет» У. Шекспира
- Софья Андреевна — «Лопухи» П. П. Гнедича
- Катя — «Общество поощрения скуки» В. А. Крылова
- Петрова — «Она жизнь поняла» Л. Г. Жданова
- Женин — «Пансионерка» К. А. Тарновского
- Графиня — «Сиятельный зять» Э. Ожье и Ж. Сандо
- Донна Соль — «Эрнани» В. Гюго

1895—1896
- Туманова — «Газета напутала» И. М. Булацеля
- Васильчикова — «Горящие письма» П. П. Гнедича
- Ольга Петровна — «Жизнь» И. Н. Потапенко
- Корделия — «Король Лир» Шекспира
- Баронесса Пуф — «Лолотта» А. Мельяка и Л. Галеви
- Графиня Анна — «Он в отставке» А. С. Суворина
- Анна — «Тёмная сила» И. В. Шпажинского

1896—1897
- Лёля — «Кому весело живётся» В. А. Крылова
- леди Анна — «Король Ричард III» У. Шекспира
- Карская — «Кумир» Н. А. Борисова
- Фон Витох — «Наездница» Поля
- Варвара Денисовна — «Подорожник» Е. П. Гославского
- Званцева — «Приличия» В. В. Билибина

1897—1898
- Эмма Леопольдовна — «Джентльмен» А. И. Сумбатова
- Сесиль-Генриетта — «Кто любит мир — тот любит ссору» Э. Пальерона
- Татьяна Дмитриевна— «Пашенька» Н. Л. Персияниновой (Н. Л. Рябовой)
- Ленавцева — «Питомка» И. В. Шпажинского
- Вера Борисовна — «Старый закал» А. И. Сумбатова
- Мишлина — «Тёща» Э. Ожье

1898—1899
- Глафира Алексеевна — «Волки и овцы» А. Н. Островского
- Елизавета Владимировна — «Волшебная сказка» И. Н. Потапенко
- Калерия Павловна — «Две судьбы» И. В. Шпажинского
- Мадлена — «Дитя», перевод с английского С. Райского (К. А. Тарновского)
- Лиза — «Друзья детства» П. М. Невежина
- Юлия — «Идеальная жена» Э. Праги
- Лаура — «Каменный гость» А. С. Пушкина
- Калерия — «Ложь» Е. А. Зеланд-Дубельт
- Царевна Ксения — «Царь Борис» А. К. Толстого

1899—1900
- Елена Кефельд — «Кин» А. Дюма
- Маша — «Глухая стена» О. А. Шапир
- Княжна Сосо — «Закат» А. И. Сумбатова
- Аглая — «Идиот» по Ф. М. Достоевскому
- Дездемона — «Отелло» У. Шекспира
- Талия — пролог «Торжество муз» М. А. Дмитриева (впервые прозвучало по случаю открытия Большого театра 6 января 1825 года)

1900—1901
- Клара Шпор — «Вечная любовь» Г. Фабера
- Придворная дама — «Зимняя сказка» У. Шекспира
- Парфения — «Ингомар» Ф. Гальма
- Княжна Ольга — «Накипь» П. Д. Боборыкина
- Лидия Петровна Муромская — «Отжитое время» («Дело») А. В. Сухово-Кобылина
- Анна Викторовна — «Цена жизни» А. И. Сумбатова и Вл. И. Немировича-Данченко

1901—1902
- Вава — «В ответе» П. Д. Боборыкина
- Виргилия — «Кориолан» У. Шекспира
- Ольга Дмитриевна — «Нефтяной фонтан» В. Л. Величко
- Анна Григорьевна — «Разговор двух дам» Н. В. Гоголя
- Ренева — «Светит, да не греет» А. Н. Островского и Н. Я. Соловьёва
- Александра Николаевна Негина — «Таланты и поклонники» А. Н. Островского

1902—1903
- Анна Болейн — «Король Генрих VIII» У. Шекспира
- Леди Снируэл — «Школа злословия» Р. Шеридана

1903—1904
- Рукайя — «Измена» А. И. Сумбатова
- Наталья Константиновна — «Новый скит» П. П. Гнедича
- Александра — «Победа» В. О. Трахтенберга
- Марион де Лорм — «Сен-Марс» В. В. Капниста
- Фернанда — «Сын Жибуайе» Э. Ожье

1904—1905
- Лидия Юрьевна — «Бешеные деньги» А. Н. Островского
- Фру Фанни — «Джон Габриэль Боркман» Г. Ибсена
- Аксарина — «Ольгин день» А. Бежецкого
- Бабашина — «Упразднители» П. Д. Боборыкина

1905—1906
- Ольга — «Для счастья» С. Пшибышевского
- Виолетта — «Мастер» Г. Бара
- Овиновская — «Невод» А. И. Сумбатова

1906—1907
- Сигрид — «Борьба за престол» Г. Ибсена
- Элен — «Над жизнью» Н. Г. Шкляра
- Рафаэлла — «Праздник жизни» Г. Зудермана, пер. с нем. А. А. Заблоцкой

1907—1908
- Нина Павловна Коринкина — «Без вины виноватые» А. Н. Островского
- Анна Павлловна Вышневская — «Доходное место» А. Н. Островского
- Муратова — «Дельцы» И. И. Колышко
- Клеопатра Львовна Мамаева — «На всякого мудреца довольно простоты» А. Н. Островского
- Эмилия — «Отелло» У. Шекспира
- Леди Риджлей — «Хозяйка в доме» А. У. Пинеро

1908—1909
- Фрейбальцен — «Борьба за мужчину» К. Фибих
- Марина — «Вожди» А. И. Сумбатова
- Лидия — «Казённая квартира» В. А. Рышкова
- Первая дама — «Театральный разъезд» Н. В. Гоголя
- Барсукова — «Утро делового человека» Н. В. Гоголя
- Сабина — «Сёстры из Бишофсберга» Г. Гауптмана, пер. с нем. Э. М. Бескина
- Мещерякова — «Сполохи» В. А. Тихонова
- Lise — «Холопы» П. П. Гнедича

1909—1910
- Ната Клевцова — «Болотные огни» П. П. Гнедича
- графиня Розина — «Женитьба Фигаро» П. Бомарше
- Вера — «Жёны» Д. Я. Айзмана
- Леди Чилтерн — «Идеальный муж» О. Уайлда
- Евлалия — «Невольницы» А. Н. Островского

1910—1911
- Елизавета I — «Мария Стюарт» Ф. Шиллера
- Громбицкая — «Жулик» И. Н. Потапенко
- Зимина — «Светлая личность» Е. П. Карпова
- Панни Варвара — «Каштелянский мёд» Ю. Крашевского
- Наталья Дмитриевна — «Горе от ума» А. С. Грибоедова

1911—1912
- Агнесса — «Бесчестье» Ф. Филиппи
- Елена Николаевна Попова — «Медведь» А. П. Чехова
- Княгиня Чемизова — «Наследники» Р. М. Хин
- Анна Павловна Звездинцева — «Плоды просвещения» Л. Н. Толстого
- Светланова — «Прохожие» В. Рышкова
- Жанна — «Убеждение госпожи Обрей» А. Дюма

1912—1913
- Дьяконица — «Двенадцатый год» А. И. Бахметьева
- Гофрайтер — «Обширная страна» А. Шницлера
- Первая боярыня и инокиня Марфа — «1613 год» Н. А. Чаева
- Юлия — «Идеальная жена» Э. Праги

1913—1914
- Василиса — «Василиса Мелентьева» А. Н. Островского (режиссёр С. В. Айдарова
- Моника Фельт — «Порыв» Г. Кистмекера

1914—1915
- Ирина Константиновна — «Дом» В. Г. Тардова
- Леди Миллиган — «Добродетель и добродетель» А. Сутро
- Аспазия Бопертюи — «Соломенная шляпка» Э. Лабиша и Марк-Мишеля

1915—1916
- Хлестова — «Горе от ума» А. С. Грибоедова
- Княгиня Евпраксия — «Чародейка» И. В. Шпажинского

1916—1917
- Ольга Васильевна — «Светлый путь» С. Д. Разумовского
- Меропия Давыдовна Мурзавецкая — «Волки и овцы» А. Н. Островского

1917—1918
- Надежда Антоновна Чебоксарова — «Бешеные деньги» А. Н. Островского
- Придворная дама — «Стакан воды» Э. Скриба (юбилей Федотовой)

1918—1919
- Острогина — «Ночной туман» А. И. Сумбатова
- Клитемнестра — «Электра» Г. Гофмансталя

1919—1920
- Анна Андреевна — «Ревизор» Н. В. Гоголя
- герцогиня Йоркская — «Король Ричард III» У. Шекспира

1921—1922
- Раиса Павловна Гурмыжская — «Лес» А. Н. Островского
- Зейнаб — «Измена» А. И. Сумбатова

1923—1924
- Графиня — «Дамская война» Э. Скриба
- Кальпурния — «Юлий Цезарь» У. Шекспира
- Королева — «Стакан воды» Э. Скриба

1924—1925
- Кармина — «Женитьба Белугина» А. Н. Островского и Н. Я. Соловьёва (режиссёр Л. М. Прозоровский)
- Мисс Бартвис — «Серебряная коробка» Дж. Голсуорси
- Плавунцова — «Холопы» П. П. Гнедича
- Эсфирь — «Уриэль Акоста» К. Гуцкова (режиссёр Л. М. Прозоровский)

1925—1926
- Ульяна — «Семь жён Иоанна Грозного» Д. П. Смолина
- Барыня— «Последний жемчуг» Н. Л. Персияниновой (Н. Л. Рябовой)

1926—1927
- Тарабаева — «Наследие времён» И. С. Платона
- Анна Антоновна Атуева — «Свадьба Кречинского» А. В. Сухово-Кобылина
- Минкина — «Аракчеевщина» И. С. Платона

1927—1928
- Сара Бартлет — «Золото» Ю. О’Нила

1928—1929
- Ксения — «Огненный мост» Б. С. Ромашова (режиссёр Л. М. Прозоровского)
- Муза — «Сигнал» С. И. Поливанова и Л. М. Прозоровского

1929—1930
- Хлёстова — «Горе от ума» А. С. Грибоедова
- Клеопатра Львовна Мамаева — «На всякого мудреца довольно простоты» А. Н. Островского

1931—1932
- Анна Павловна Звездинцева — «Плоды просвещения» Л. Н. Толстого
- Толстая барыня — «Плоды просвещения» Л. Н. Толстого

1932—1933
- Чебоксарова-мать — «Бешеные деньги» А. Н. Островского
- Королева — «Стакан воды» Э. Скриба

1933—1934
- Скутаревская — «Скутаревский» Л. М. Леонова

1934—1935
- Мурзавецкая — «Волки и овцы» А. Н. Островского
- Елена Горностаева — «Любовь Яровая» К. А. Тренёва

1937—1938
- Капитолина — «На берегу Невы» К. А. Тренёва.

1938—1939
- Варвара — «Богдан Хмельницкий» А. Е. Корнейчука

1940—1941
- Эсфирь — «Уриэль Акоста» К. Гуцкова

1941—1942
- Софья Игнатьевна Турусина — «На всякого мудреца довольно простоты» А. Н. Островского

1942—1943
- Татьяна Николаевна Богаевская — «Варвары» М. Горького
- Хлёстова — «Горе от ума» А. С. Грибоедова

1943—1944
- Миссис Хиггинс — «Пигмалион» Дж. Б. Шоу

1950—1951
- Анна Дмитриевна Каренина — «Живой труп» Л. Н. Толстого

1955—1956
- Александра Алексеевна Горицвет — «Крылья» А. Е. Корнейчука

1958—1959
- Мисс Кроули — «Ярмарка тщеславия» по У. Теккерею — 1961 год, последняя роль, которую актриса сыграла, по словам театроведа П. А. Маркова, «с неиссякающим трогательным блеском и благодушным юмором»[8].

### Фильмография
- 1956 — Крылья (фильм-спектакль) — Александра Алексеевна Горицвет

Участие в фильмах
- 1945 — Похороны народного артиста СССР Н. П. Хмелёва (документальный)
- 1949—125 лет Малого театра (документальный)
- 1952 — 150-летие со дня рождения Виктора Гюго (документальный)
- 1954 — 150-летие со дня рождения М. И. Глинки (документальный)
- 1958 — Дочь Малого театра (документальный)

## Память
- В Москве, на доме, где в 1906—1964 годах жила актриса (улица Большая Дмитровка, 4/2) установлена мемориальная доска.
- Имя актрисы присвоено Дому актёра, московскому Дому ветеранов сцены.
- В её честь назван кратер «Яблочкина» на Венере.
- С 1995 года Дом актёра присуждает премии имени А. А. Яблочкиной.